# Cymindis cobosi
Cymindis cobosi es una especie de coleóptero de la familia Carabidae.

## Distribución geográfica
Habita en Marruecos.